# AS Long As Possible

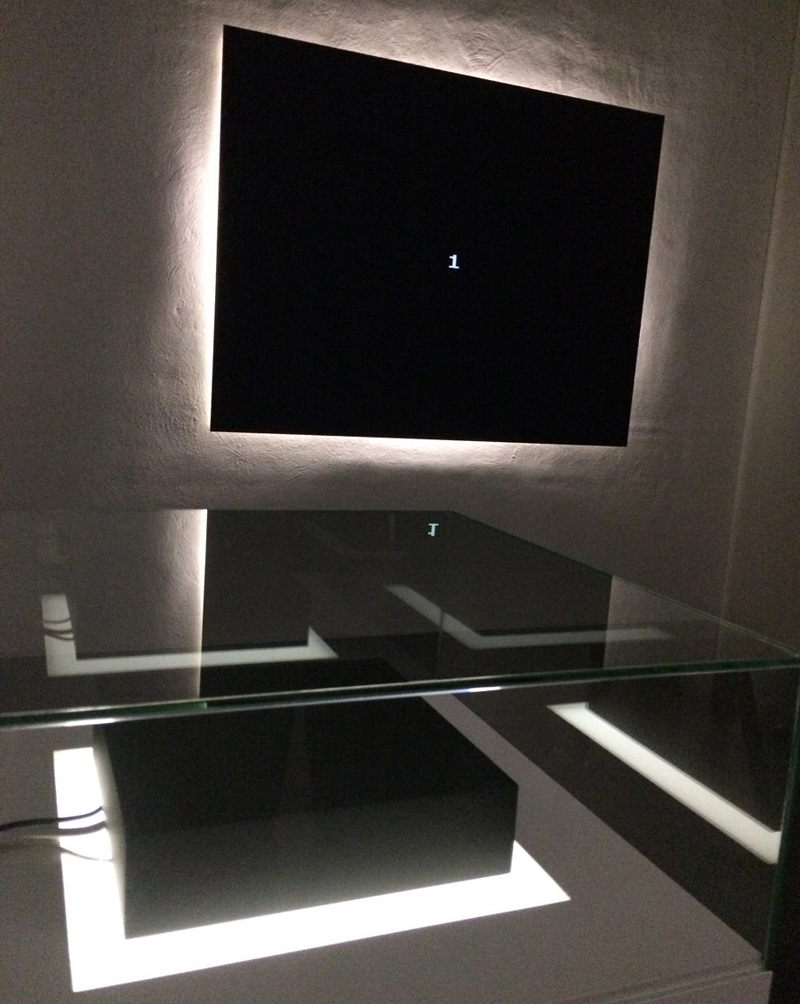
Juha van Ingen, AS Long As Possible, primeiro quadro reproduzido, documentado no KIASMA Helsinki, em 2017.

AS Long As Possible, também conhecido como ASLAP, é um GIF animado de 1 000 anos de duração feito pelo artista finlandês Juha van Ingen. Estreou no Museu Nacional de Arte Contemporânea Kiasma em Helsinque em 28 de março de 2017. A animação é criada em colaboração com o desenvolvedor e artista sonoro Janne Särkelä.

## Antecedentes
ASLAP pertence a um grupo de obras de arte para as quais a duração extrema é parte essencial do conceito, como Parsifal, do artista canadense Rodney Graham, baseado em uma partitura do assistente de Richard Wagner, Engelbert Humperdinck, uma obra que foi iniciado em 1990 e, em teoria, está tocando por mais 39 bilhões de anos; três vezes mais do que a idade estimada do Universo. Outros exemplos bem conhecidos são Longplayer por Jem Finer, do The Pogues, soando do farol Trinity Buoy perto de Canary Wharf em Londres e o Relógio do Longo Agora do Long Now ainda a ser realizado pela Long Now Foundation nos EUA.

## AS Long As Possible
O trabalho é desenvolvido como uma animação GIF, com duração de cada frame de 655.090 milissegundos, ou seja, aproximadamente 10,92 minutos. O número total de quadros é de 48.140.288 fazendo com que a duração da animação seja de 1.000 anos. O arquivo GIF contém uma função de loop que irá automaticamente, após a reprodução do último quadro, iniciar a animação por completo. ASLAP destina-se a continuar a jogar para sempre.
O nome de ASLAP é uma homenagem à composição musical Organ²/ASLSP de John Cage que atualmente é tocada no órgão da igreja St., que será tocada por 639 anos. A abreviatura da composição de Cage inclui uma instrução ao intérprete da peça sobre como executar a obra: As SLow as Possible.

## Manutenção
O arquivo ASLAP é clonado e será executado simultaneamente em seis unidades físicas de reprodução em diferentes localizações geográficas. Quando uma unidade é destruída por qualquer motivo, ou quando precisa ser tecnicamente atualizada, uma nova unidade física é construída e o arquivo de animação é clonado e sincronizado com as unidades restantes. Se todas as unidades de reprodução forem destruídas, o arquivo deve ser reconstruído a partir de cápsulas do tempo especiais que contêm a descrição da obra de arte, as especificações do formato GIF, o arquivo GIF original e os documentos necessários, incluindo uma cópia impressa do código para gerar um novo arquivo.
A primeira unidade de reprodução ASLAP está incluída na coleção da Galeria Nacional Finlandesa e está sendo reproduzida e armazenada em Helsínquia. A Galeria Nacional Finlandesa concordou em manter a animação em exibição até 3017.
A primeira cápsula do tempo foi depositada em 18 de março de 2017 na coleção do Museu de Arte de Kumu da Estônia e está permanentemente armazenada em Tallinn, Estônia.

## Apresentação em ARS17
Além da imagem projetada da animação ASLAP, a obra de arte apresentada por Kiasma incluía um player programado por Jani Lindqvist, um computador e uma caixa de aço inoxidável para proteger o arquivo e o equipamento durante toda a sua vida útil. A instalação também continha três impressões digitais de quadros ASLAP e o código binário impresso do arquivo GIF ASLAP, quadros 1 – 40100.